# Mariangela Melato
Mariangela Melato, eredeti születési nevén Maria Angela Caterina Melato (Milánó, Lombardia, Olaszország , 1941. szeptember 19.  – Róma, 2013. január 11.) olasz színpadi és filmszínésznő. Anna Melato színész-énekesnő nővére. 
Ismertebb filmjei A macska rejtélyes halála, a Mózes, a törvényhozó és a Flash Gordon.

## Élete

### Fiatalkora és családja
Milánóban született. Apja, a trieszti osztrák Adolf Hönig az 1930-as években költözött Milánóba, ahol Adolfo Melatóra olaszosította nevét. Német fordító volt, majd a városi rendőrséghez került. Anyja, a milánói Lina Fabbrica saját szabóműhelyt vezetett, több alkalmazottal. Három gyermekük született, Ermanno (1939) zenekari zenész, Mariangela (1941) színésznő és Anna (1952) színész és énekesnő.

### Színészi pályafutása
Mariangela festészetet tanult a milánói Brera Akadémián (Accademia di Belle Arti di Brera). Plakát- és ruhatervezőként és kirakatrendezőként dolgozott. 1956-tól fizetős beszédórákat vett Esperia Sperani (1903–1973) színésznőtől. 1957-től különböző színpadokon tanulta a színészmesterséget. Alighogy nagykorú lett, 1960-ban Fantasio Piccoli társaságában csatlakozott a bolzanói Teatro Stabile társulatához, itt debütált Carlo Terron Binario cieco c. darabjában. 1963–1965 között Dario Fóval dolgozott a Settimo előadásaiban. 1966-ban átszerződött a trieszti Teatro Stabilo (Rossetti) színházhoz, 1967-ben pedig a Luchino Visconti által rendezett La monaca di Monza színdarabban szerepelt. Sokat dolgozott Luca Ronconi rendezővel is. Folyamatosan és hangsúlyosan volt jelen az olasz színházi életben.
Első apróbb filmes szerepét 1969-ben kapta Luigi Zampa Contestazione generale c. vígjátékában. Mellékszerepekben folytatta thrillerekben és vígjátékokban. 1970-ben Yves Allégret rendező L’invasion c. drámájában Michel Piccolival játszott. Az 1970-es évek elején vált ismertté, amikor főszerepeket kapott Lina Wertmüller olasz–svájci rendezőnő társadalomkritikával fűszerezett szatírikus filmjeiben, ahol nagyszájú, forróvérű, erős erotikus töltetű leánykaraktereket játszott (Mimi, a becsületében sértett vasmunkás, Az anarchia és a szerelem filmje, Swept Away). Rendszeres filmbéli partnere volt Giancarlo Giannini. 1972-ben a Steno által rendezett bűnügyi-politikai krimiben, A rendőrség megköszöni-ben Mario Adorf és Cyril Cusack mellett játszott.
Az 1970-es évek második felében több beérkezett, jónevű rendezővel dolgozott együtt, így Claude Chabrollal, Elio Petrivel és Luigi Comencinivel. Az 1980-as évek elején megpróbálkozott angol nyelvű filmszerepekkel. A Mike Hodges által rendezett, 1980-as Flash Gordon című amerikai–angol–holland–olasz koprodukciós sci-fiben Melato a gonosz Kala tábornokot játszotta, Melody Anderson, Max von Sydow, Topól, Ornella Muti és Peter Wyngarde társaságában. Andrew Bergman 1981-es Ez igen! (So Fine) c. erotikus vígjátékában egy bolondos, de nagyon csábító szirént alakított Ryan O’Neal mellett. Hollywoodban nem talált megfelelő lehetőségeket, így hazatért és ismét a színházi szereplés felé fordult. Emlékezetes szerepe volt Médeia alakítása Franz Grillparzer: Az aranygyapjú c. háromrészes drámájában. Pirandello- és Shakespeare-szerepeket is játszott.

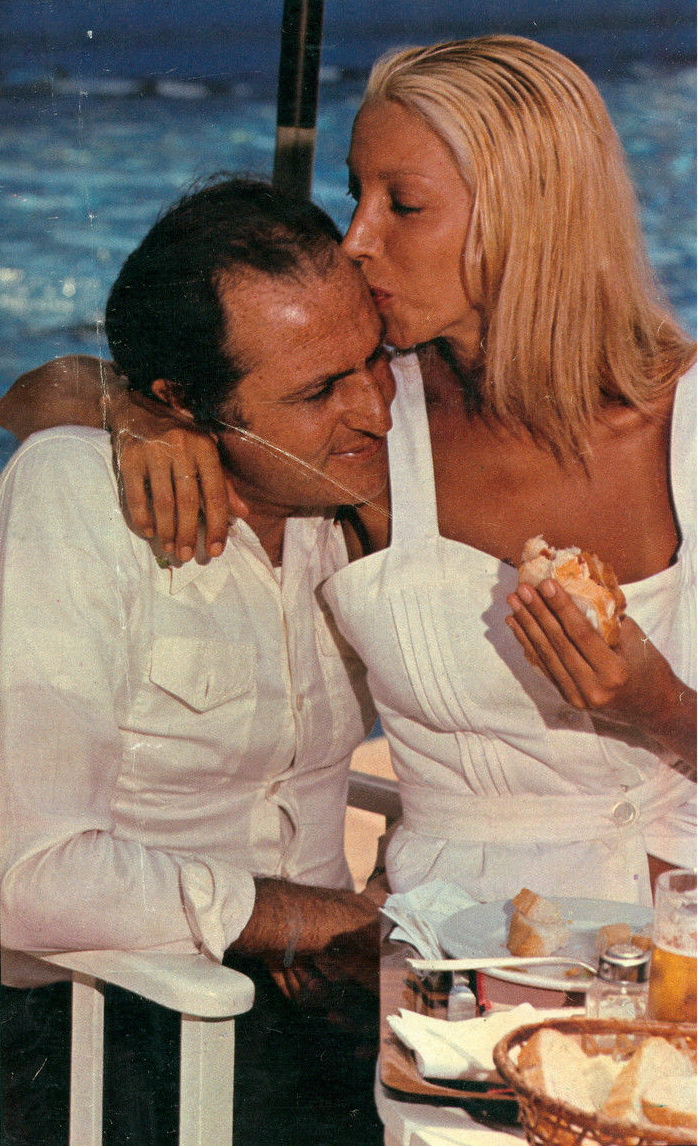
Élettársával, Renzo Arbore zenésszel (1975)

Melatót 1983-ban meghívták a Cannes-i fesztivál zsüritagjának. 1989-ben a Velencei Nemzetközi Filmfesztivál zsürijének tagja volt.
1992-ben szerepelt a Cristina Comencini által rendezett La fine è nota („A vége ismert”) című bűnügyi thrillerben. 1996-ban egy hatrészes tévésorozatban (L’avvocato delle donne) a címszereplőt, Irene Salvit, „a nők ügyvédjét” alakította, aki női védenceinek jogaiért és méltóságáért harcol elszántan. 2005-ben Carlo Ventura rendező Vieni via con me („Gyere el velem”) című vígjátékában egy New York-i olasz bevándorló család „nagyasszonyát” játszotta, átütő sikert aratva. 2008-ban Alfred Hitchcock 1940-es filmjének remake-jében, a Daphne du Maurier regényéből készült Rebecca, az első feleség-ben Mrs Danvers-et, az eszelős házvezetőnőt játszotta, Riccardo Milani rendezésében.

### Magánélete és halála
Az 1980-as évektől Renzo Arbore zeneszerző-showmannel élt együtt. 
Szervezetében hasnyálmirigyrákot diagnosztizáltak. Hosszú időn át küzdött a betegséggel, 2013. január 11-én egy római klinikán hunyt el. Búcsúszertartását másnap, január 12-én tartották a római „művészek templomában” (Chiesa degli Artisti), azaz a Santa Maria in Montesanto bazilikában. A templom kertjében Emma Bonino külügyminiszter, radikális feminista aktivista búcsúztatta, akit Melato sokszor nyilvánosan támogatott. Hamvait húga, Anna Melato őrzi.

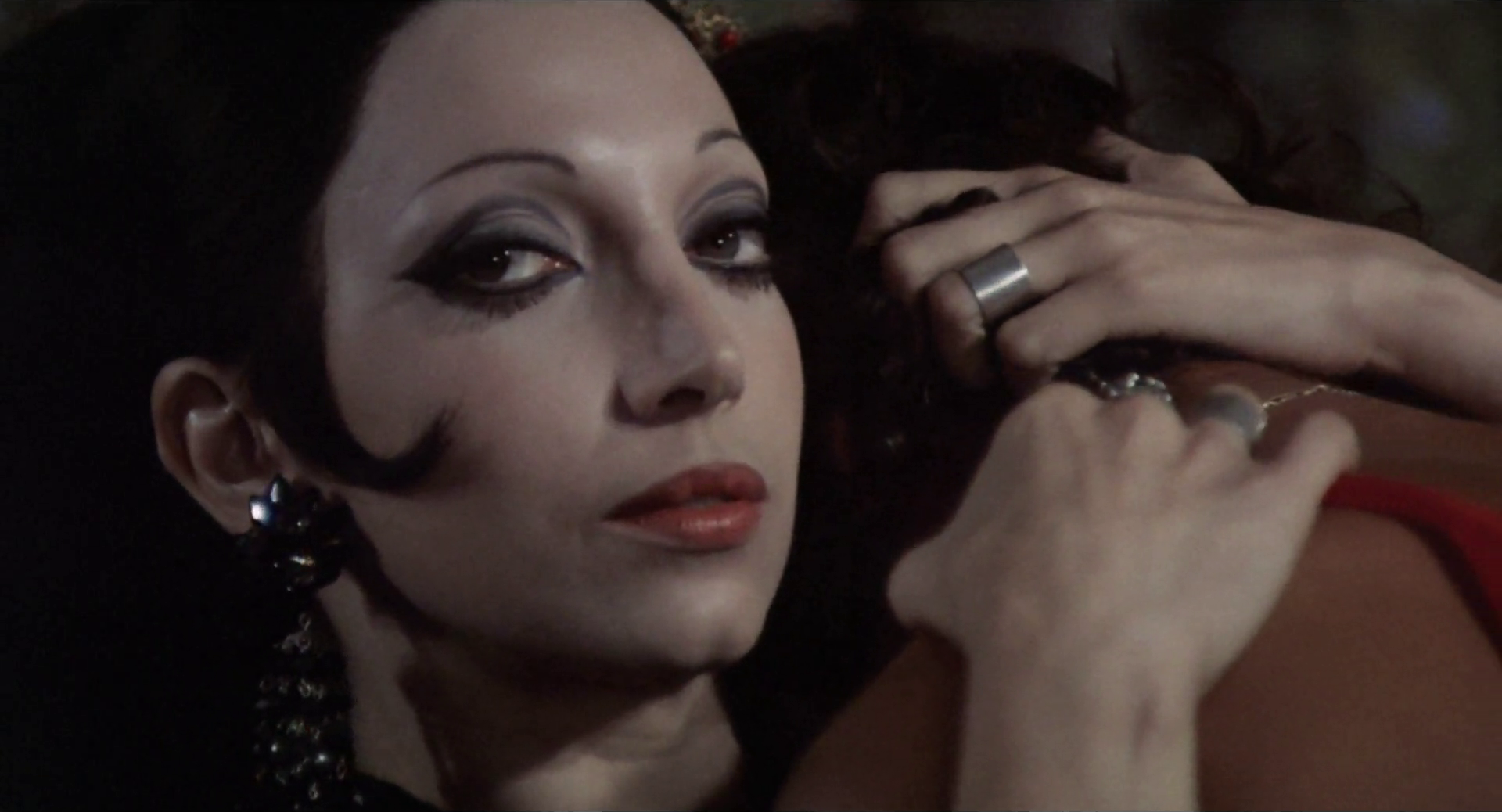
Marisa szerepében a Csak rá kell nézni!-ben (1970)
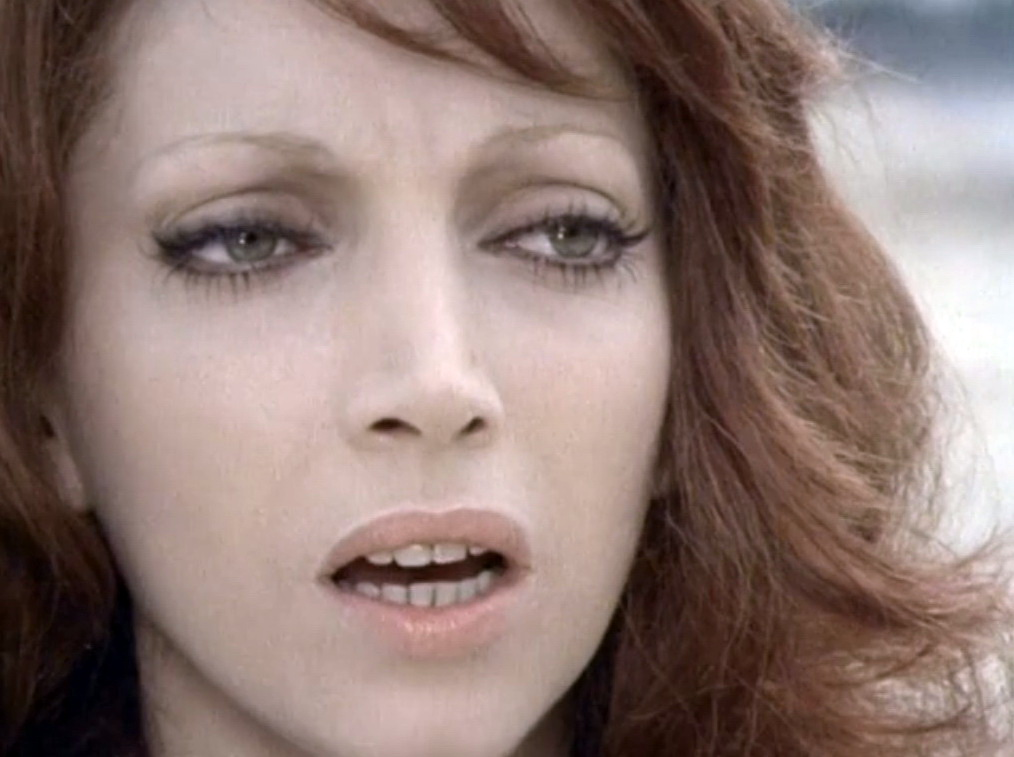
Lola Pigna szerepében A tábornok állva alszik-ban (1972)
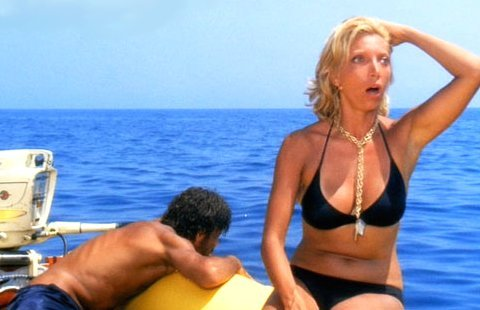
Raffaella szerepében a Swept Away-ben (1974)

## Főbb filmszerepei
- 1970: Thomas e gli indemoniati; Zoe
- 1970: Contestazione generale; névtelen szerep, Maria Angela Melato néven
- 1970: L’invasion; Valentina
- 1970: Il prete sposato; prostituált
- 1970: Csak rá kell nézni! (Basta guardarla), musical; Marisa do Sol
- 1971: Csoda olasz módra (Per grazia ricevuta); Maestrina
- 1971: A munkásosztály a Paradicsomba megy (La classe operaia va in paradiso); Lidia
- 1972: Az 5. hatalom (La violenza: Quinto potere); Rosaria Licata
- 1972: Mimi, a becsületében sértett vasmunkás (Mimì metallurgico ferito nell’onore); Fiorella Meneghini
- 1972: A rendőrség megköszöni (La polizia ringrazia); Sandra
- 1972: Lo chiameremo Andrea; Maria Ambrogini Antonazzi
- 1972: A tábornok állva alszik (Il generale dorme in piedi); Lola Pigna
- 1973: Az anarchia és a szerelem filmje (Film d’amore e d’anarchia…); Salomè
- 1974: Nada csoport (Nada); Veronique Cash
- 1974: Par le sang des autres; a polgármester lánya
- 1974: A rendőrnő (La poliziotta); Giovanna „Gianna” Abbastanzi  (Steno)
- 1974: Swept Away (Travolti da un insolito destino nell’azzurro mare d’agosto); Raffaella Pavone Lanzetti
- 1974: Mózes, a törvényhozó (Moses the Lawgiver); Büthia hercegnő
- 1975: Di che segno sei?; Marietta „Claquette”
- 1975: A Guernica-fa (L’arbre de Guernica); Vandale
- 1975: Nézd a bohócot (Attenti al buffone); Giulia
- 1976: Todo modo; Giacinta
- 1976: Kedves Michele (Caro Michele); Mara Castorelli
- 1977: La presidentessa; Yvette Jolifleur
- 1977: Casotto / Beach House; Giulia
- 1977: A macska rejtélyes halála (Il gatto); Ofelia Pecoraro
- 1979: Felejtsétek el Velencét! (Dimenticare Venezi); Anna
- 1980: Flash Gordon; Kala
- 1981: Aiutami a sognare; Francesca
- 1981: Ez igen! (So Fine); Lira
- 1982: Holnap tánc lesz (Domani si balla!); Mariangela
- 1985: Titkok, titkok (Segreti segreti); Giuliana bírónő
- 1985: Piazza Navona, tévésorozat; Elena
- 1986: Notte d’estate con profilo greco… / Summer Night with Greek Profile…; Fulvia Bolk
- 1992: Le chinois, tévé-minisorozat; Valeria Contini
- 1993: La fine è nota; Elena Malva
- 1994: Due volte vent’anni; Marianne
- 1997: L’avvocato delle donne, tévésorozat; Irene Salvi
- 2001: L’amore probabilmente, önmaga
- 2004: Visszatér a szerelem (L’amore ritorna); Federica Strozzi
- 2005: Vieni via con me; Maria Grande
- 2008: Rebecca, az első feleség (Rebecca, la prima moglie), tévéfilm; Mrs Danvers házvezetőnő
- 2010: Filumena Marturano; tévéfilm, Filumena Marturano
- 2013: Sola me ne vo…, tévéfilm; Mariangela

## Díjai
- 1972: David di Donatello-díj (speciális díj)
- 1972: Ezüst Szalag díj (Nastro d’Argento), szerepéért A munkásosztály a Paradicsomba megy-ben
- 1973: Ezüst Szalag díj, szerepéért a 'Mimi, a becsületében sértett vasmunkás-ban
- 1975: David di Donatello-díj, szerepéért a A rendőrnő-ben
- 1977: Ezüst Szalag díj, szerepéért a Kedves Michele-ben
- 1977: David di Donatello-díj, szerepéért a Kedves Michele-ben
- 1978: David di Donatello-díj, szerepéért A macska rejtélyes halála-ban
- 1979: Ezüst Szalag díj, szerepéért a Felejtsétek el Velencét!-ben
- 1981: David di Donatello-díj, szerepéért az Aiutami a sognare-ben
- 1981: Ezüst Szalag díj, szerepéért az Aiutami a sognare-ben
- 1986: Róma város aranyérme

## Kitüntetései
- 1979: Ambrogino d’oro, a milánói városi önkormányzat aranyérme
- 2003: Az Olasz Köztársaság Érdemrendje, parancsnoki fokozat (Commendatore Ordine al Merito della Repubblica Italiana)

## További információ
- Hivatalos oldal
- Mariangela Melato a PORT.hu-n (magyarul)
- Mariangela Melato az Internetes Szinkronadatbázisban (magyarul)
- Mariangela Melato az Internet Movie Database-ben (angolul)
- Mariangela Melato a Rotten Tomatoeson (angolul)
- Mariangela Melato az AlloCiné weboldalán (franciául)
- Mariangela Melato Profile. Famousfix.com. (Hozzáférés: 2023. január 18.)